# Hervormde kerk (Haastrecht)
De Hervormde Kerk in Haastrecht is een laat-gotische driebeukige pseudobasilieke kruiskerk gebouwd in de 14e eeuw, met herbouw en restauraties in de 15e tot en met de 19e eeuw.

## Geschiedenis

### Kerk
De kerk is een laat-gotische driebeukige pseudobasilieke kruiskerk, waarvan alleen het korte schip en het dwarsschip met een noordelijke en zuidelijke transeptarm over zijn. Bij de herbouw in 1609-1611 heeft men het lange schip met koor niet herbouwd en de triomfboog tussen het koor en schip dichtgemetseld. Bij de heropbouw in 1897 heeft men de kerk aan de oostzijde met een koortravee uitgebreid. Met het (vroegere) koor op het oosten is de kerk georiënteerd op het oosten (oosting). In het korte schip zijn aan de noord- en zuidzijde topgevels met steekkapen aangebracht voor een betere verlichting in het kerkgebouw. De vergroting naar driebeukige pseudobasilieke kerk heeft vermoedelijk in de tweede helft van de 15e eeuw plaatsgevonden.
De oorspronkelijke kerk dateert uit de 14e eeuw. In de toren zijn boogfriezen met decoratieve spaarvelden aanwezig die dateren van de tijd van de vroegste kerkvermelding rond 1275-1280.
De kerk werd in 1511 door Gelderse troepen in brand gestoken, waarna de kerk weer herbouwd is.
Omstreeks 1575 (tijdens de Tachtigjarige Oorlog) is de kerk opnieuw verwoest, onduidelijk is door welke partij en/of op welke manier. Mogelijkheden zijn een oorlogsbrand in 1573 of oorlogshandelingen in 1575 de oorzaak. De kerk wordt pas in 1609-1611 herbouwd, 35 jaar na de verwoesting en gedurende het Twaalfjarig Bestand. De kerk had voor de verwoesting een smalle omlopende kooromgang in het verlengde van de zijbeuken. Bij de herbouw is deze kooromgang niet meer herbouwd. Aan de buitenkant tegen de oostzijde van het dwarsschip herinneren twee halfzuilen met koolbladkapiteel aan deze omgang. Verder is de omtrek van het verdwenen koor met lage muurtjes aangegeven.
In 1726 werd Haastrecht getroffen door de watersnood van 1726, waarbij veel graven in de kerk zijn ingevallen. De kerk is in 1779 voorzien van een nieuw dak, in ieder geval aan de oostzijde waarbij het dak voorzien is van de "beste rijnsche leijen".

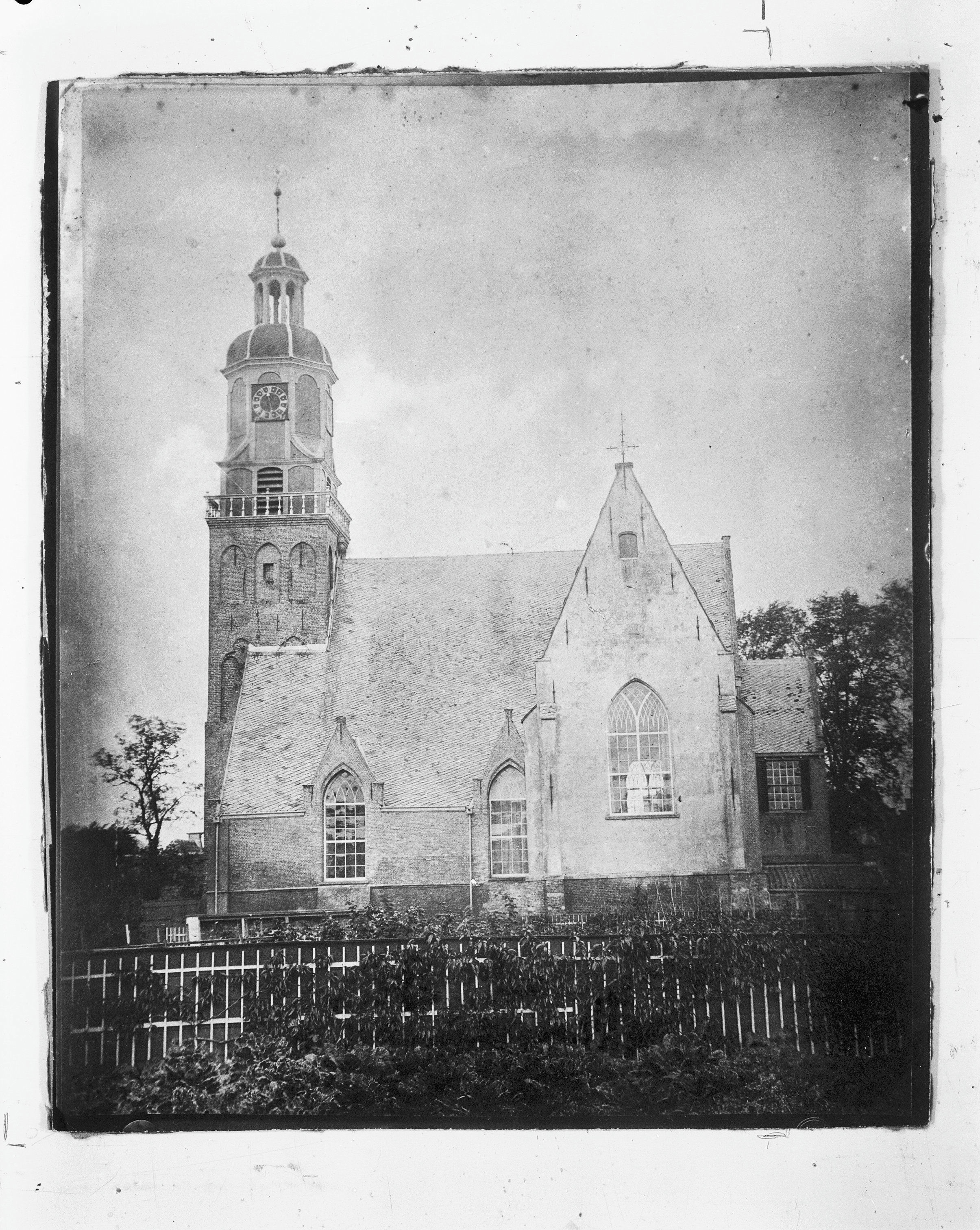
Oude foto van voor 1896, exterieur van de Hervormde kerk van Haastrecht

 De kerk is in 1896 afgebrand door het verkeerd installeren van rookleiding van nieuwe kachels. Door overhitting vatte het dak vlam. De kerk en de toren zijn direct na deze brand herbouwd. Het Nieuwsblad van het Noorden schrijft over deze brand het volgende:

Toen de lantaarn van den toren naar beneden ging, was het een prachtig gezicht. Langzaam zakte hij omver en kwam terecht op het gebouw, daarnaast staande, dat daardoor gedeeltelijk verbrijzeld werd. Het gebouw is zoo goed als geheel vernield.
— Nieuwsblad van het Noorden, 1896

De kerk is op 12 juni 1964 opnieuw afgebrand, nu als gevolg van loodgieterswerkzaamheden. Na deze brand stonden alleen de muren nog overeind. De kerk en de toren werden herbouwd naar de toestand van vóór 1896, behalve de torenbekroning die herbouwd is als een kopie van de toestand in 1896.
Op 11 oktober 1966 werd de kerk met de toren aangewezen als rijksmonument.
In 2004 is de koortravee (het huidige liturgische gedeelte) van de kerk gerestaureerd. Dit deel dreigde van de kerk af te breken, door weggerotte funderingspalen, waarschijnlijk als gevolg van veranderingen in het grondwaterpeil.
Noordelijk van de kerk is een pastorie aanwezig, gevestigd aan de Kerkstraat 1. Dit betreft een neoclassicistisch pand uit 1851-1853, gebouwd tegelijkertijd met de modernisering van het interieur van de kerk. In deze jaren is aan de noordoostzijde van de kerk een classicistische consistoriekamer gebouwd. Eveneens aan de noordzijde is tegen de kerk een brandspuithuisje in Lodewijk XVI-stijl uit circa 1790 geplaatst.

### Toren
De toren van de kerk is een grotendeels ingebouwde stenen toren met een houten torenbekroning. Het stenen gedeelte is vierkant en is op de top voorzien van een balustrade met op elke hoek een stenen leeuw. De toren heeft vroeg-gotische vormen en heeft getraceerde blindnissen. De torenbekroning is van hout en bestaat uit drie delen. Het onderste deel is vierkant, de bovenste twee delen zijn zeshoekig. De toren is op de top voorzien van een windhaan.
Als gevolg van verzakking naar het zuidwesten is de toren waarschijnlijk in de 17de eeuw gestut met een gemetselde steunbeer tegen de westzijde van de kerk. In 1711 is de toren onderheid en zijn de fundamenten verbeterd.
In 1897 is de toren (als gevolg van de brand van 1896) herbouwd. Hierbij kreeg het een nieuwe, houten torenbekroning naar het ontwerp van F. van der Straaten en H.J. Nederhorst. Na deze herbouw ontstonden echter scheuren in de toren als gevolg van in de toren ingebrachte vloeren met ijzeren profielbalken. Door de roestende uiteinden van de balken scheurden de muren. Dit werd versterkt door later in de toren aangebrachte grote ramen. Bij de restauratie van 1960-1962 zijn deze ramen vervangen door blindnissen. Verder is de gotische ingangsboog vervangen door een Romaanse boog.
In 1964 is de toren opnieuw afgebrand. Daarna is deze herbouwd naar de toestand van vóór 1896. Alleen de torenbekroning is herbouwd als een kopie van het ontwerp uit 1897.

## Interieur en inventaris
De kerk heeft van binnen een gepleisterde wand en een houten tongewelf. Bij de modernisering van het interieur van de kerk in 1851 is het gewelf voorzien van een stucplafond, na de branden is dit niet nogmaals aangebracht. De kerk heeft diverse glas in loodramen met blank vensterglas.
De kerk is niet voorzien van kerkbanken, maar van losse stoelen.
De kerk heeft een zeshoekige houten preekstoel met een zeshoekig klankbord, geplaatst in de noordoosthoek van de viering.
Het interieur bevat verder twee koperen kroonluchters.

## Orgel

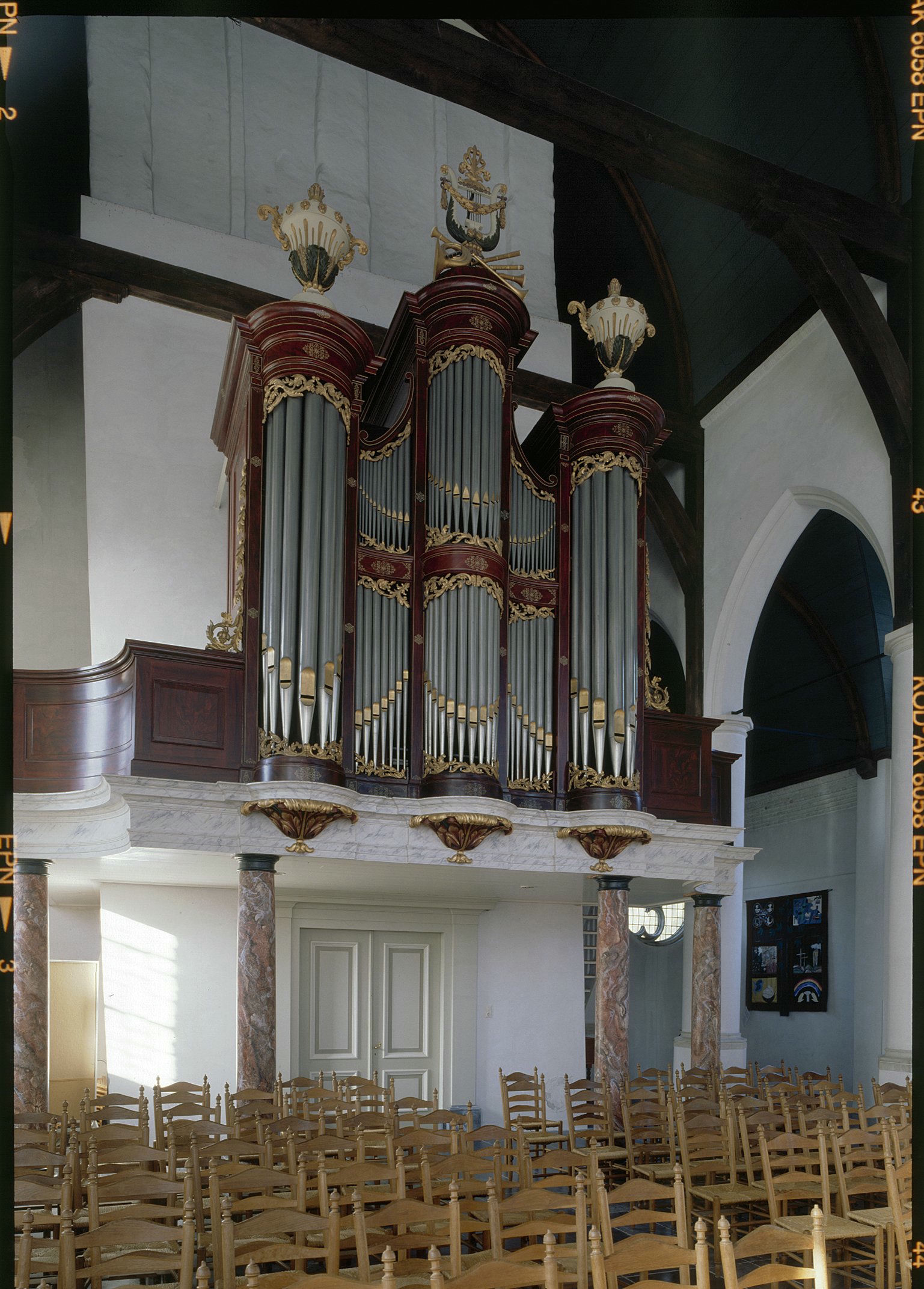
Het Van Damorgel

De kerk heeft een (hoofd)orgel uit 1847 van firma L. van Dam & Zn. uit Leeuwarden. Het orgel is afkomstig uit de voormalige Hervormde kerk op de hoek van de Hoofdstraat en de Broekerhavenweg in het Noord-Hollandse dorp Bovenkarspel, waar het in 1967 is verwijderd in verband met de afbraak van het kerkgebouw aldaar. Het orgel betreft een tweeklaviers orgel met een aangehangen pedaal met vijftien stemmen. Het orgel staat op een orgelgalerij aan de westzijde (of ingangszijde) van de kerk. Het klavier is geplaatst aan de achterzijde (westzijde) van het orgel. 

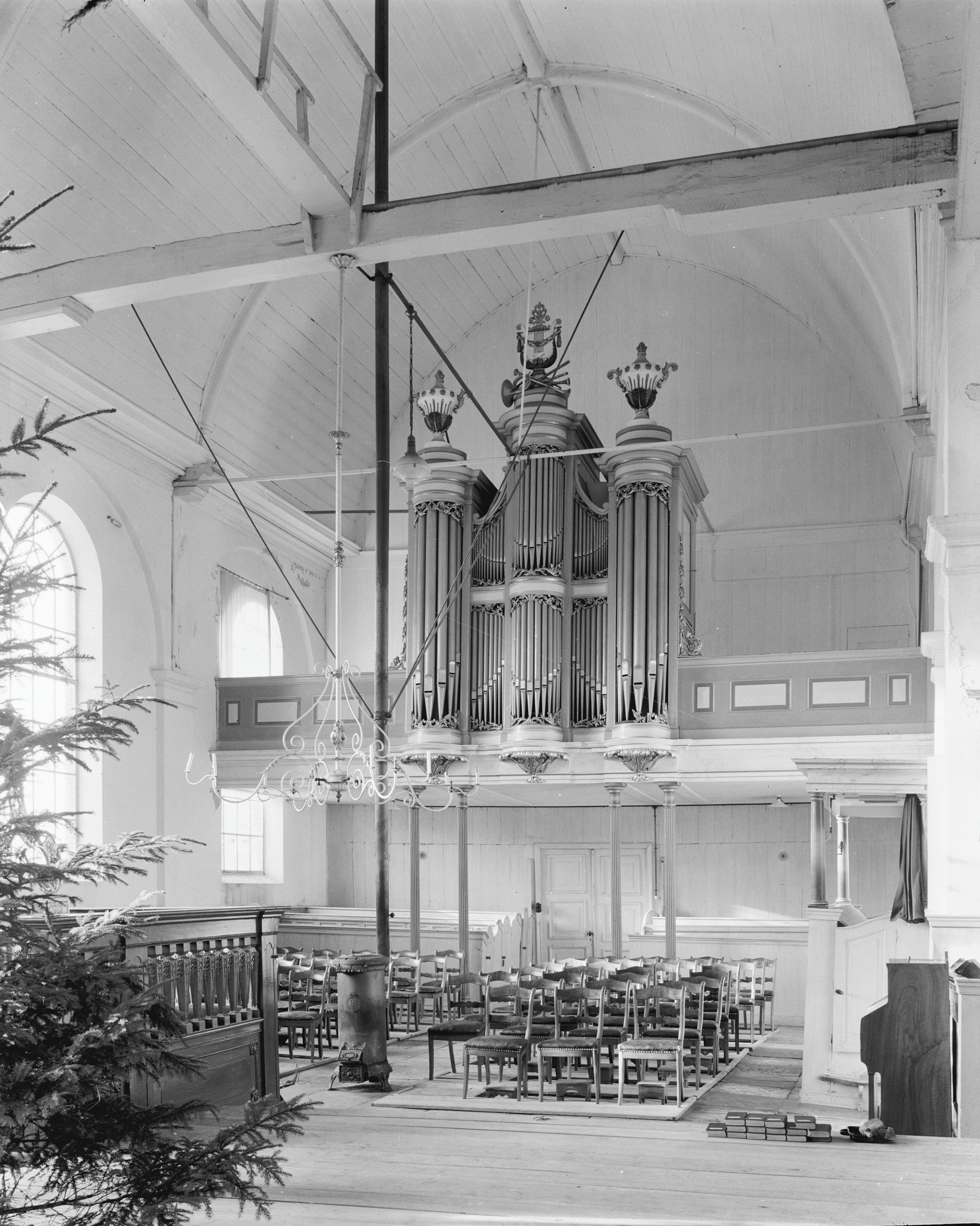
Interieur voormalige Hervormde kerk Bovenkarspel met van Dam orgel (20e eeuw)

Het orgel is geplaatst door orgelmaker Nico Slooff uit Ouderkerk aan den IJssel en in 1968 in gebruik genomen.
In de jaren 1867, 1930 en 1987/1988 zijn diverse wijzigingen aan het orgel aangebracht, zoals het verwijderen, vervangen of uitbreiden van stemmen. In 2013-2014 is het orgel door Orgelmakerij Slooff uit Lekkerkerk gerestaureerd.

### Dispositie
| Hoofdwerk C–f3 |      |
| Bourdon        | 16′  |
| Prestant       | 8′   |
| Holpijp        | 8'   |
| Octaaf         | 4'   |
| Fluit          | 4′   |
| Quint          | 3′   |
| Octaaf         | 2′   |
| Cornet disc    | IV-V |
| Trompet        | 8′   |

| Nevenwerk C–f3 |    |
| Roerfluit      | 8' |
| Viool de Gambe | 8' |
| Prestant       | 4' |
| Roerfluit      | 4′ |
| Carrillon disc |    |
| Klarinetto     | 4′ |
| Tremulant      |    |

| Pedaal C–h | Pedaal C–h | (aangehangen) |

- Koppels: één manuaalkoppel

### Vorige orgels
De voorgangers van het huidige hoofdorgel betreffen:
- Hess-orgel uit 1791, gebouwd door H.H. Hess, geplaatst in het koor boven de preekstoel, verloren gegaan bij de brand van 1896
- Witte-orgel uit 1898, gebouwd door J.F. Witte (firma Bätz & Cie) als kopie van het Hess-orgel, verloren gegaan bij de brand op 12 juni 1964.

### Koororgel
De kerk heeft een koororgel in 1990 samengesteld door orgelmaker Nico D. Slooff uit Ouderkerk aan den IJssel. Dit betreft een elektro-pneumatisch tweeklaviers orgel met een pedaal met acht stemmen. Het pijpwerk is afkomstig uit onderdelen van twee orgels, afkomstig uit een klooster in Nijmegen. De orgelkast is van Maarschalkerweerd. Het orgel staat naast het liturgisch centrum aan de zuidzijde van de kerk. In 2009 is het orgel gereinigd door firma Slooff Orgelbouw uit Lekkerkerk.
De disispositie van het koororgel is:
| Manueel 1 |         |
| Gedekt    | 8′      |
| Prestant  | 4′      |
| Doublet   | 2'      |
| Mixtuur   | 2-3 st. |

| Manuaal 2      |    |
| Holpijp        | 8' |
| Viola di Gamba | 8' |
| Fluit          | 4' |

| Pedaal |     |
| Subbas | 16' |

- Koppels: één manuaalkoppel, twee pedaalkoppels

## Begraafplaats
Bij de kerk was tot ver in de 19de eeuw een begraafplaats aanwezig. In de 18de eeuw werd dit beschreven als "het kerkhof ligt aan de zyde van het choor, en is gedeeltelyk met een muur omvangen, en gedeeltelyk met boomen omplant". Tegenwoordig is dit verdwenen en herinneren zes zerken tegen de oostmuur van de kerk hier nog aan.